# Жана Гендова
Ивана Иванова Гендова, по-известна като Жана Гендова е българска актриса. Съпруга е на филмовия пионер Васил Гендов.

## Биография
Родена е в град Сливен на 22 декември 1899 г. Учи в Берлин специално драматическо образование, а след това посещава драматични курсове при Елена Снежина и Сава Огнянов.
Прави своят дебют във филма от 1917 г. „Любовта е лудост“. Била е сценарист, асистент режисьор и актриса във филмите на съпруга си (1917-1937).
От 1920 до 1938 г. заедно с Васил Гендов организират и играят в пътуващия драматичен театър „Български театър“, по-късно е преименуван на „Сензационен театър“ и „Васил Гендов“.
Авторка на книгата „Това, което се премълчава в историята на българския филм“ (мемоари). Член-основател на първия съюз на филмовите дейци (1934).
Умира на 14 февруари 1976 г. в София.

## Роли
Жана Гендова играе множество роли, по-значимите са:
- Саломе – „Саломе“ на Оскар Уайлд
- Офелия – „Хамлет“ на Уилям Шекспир
- Есмералда – „Парижката света Богородица“ на Виктор Юго
- Жервез – „Вертеп“ на Емил Зола.[1]

## Филмография
| Година | Филми и Сериали               | Държава  | Роля                |
| ------ | ----------------------------- | -------- | ------------------- |
| ?      | Тайната на камериерката       | Германия |                     |
| ?      | Един загубен ден              | Германия |                     |
| 1937   | Земята гори                   |          | жената на Симов     |
| 1933   | Бунтът на робите              |          | Христина            |
| 1930   | Буря на младостта             |          | Нина                |
| 1929   | Улични божества               |          | жената на работника |
| 1928   | Пътят на безпътните           |          | Лена                |
| 1927   | Човекът, който забрави Бога   |          | Ринка               |
| 1922   | Военни действия в мирно време |          | момичето            |
| 1921   | Дяволът в София               |          | проститутката       |
| 1917   | Любовта е лудост              |          | девойката           |